# Paul Gailly
Paul Gailly (ur. 2 sierpnia 1894 w Brukseli, zm. 5 maja 1969 tamże) – belgijski pływak i waterpolista z początków XX wieku, medalista igrzysk olimpijskich. Medalista Igrzysk Olimpijskich w Antwerpii oraz Igrzysk Olimpijskich w Paryżu.
Był zawodnikiem drużyn olimpijskich, które zdobyły dwa srebrne medale.